# Ногароло (Тревизо)
Ногароло је насеље у Италији у округу Тревизо, региону Венето.
Према процени из 2011. у насељу је живело 98 становника. Насеље се налази на надморској висини од 313 м.